# Driebergen-Rijsenburg

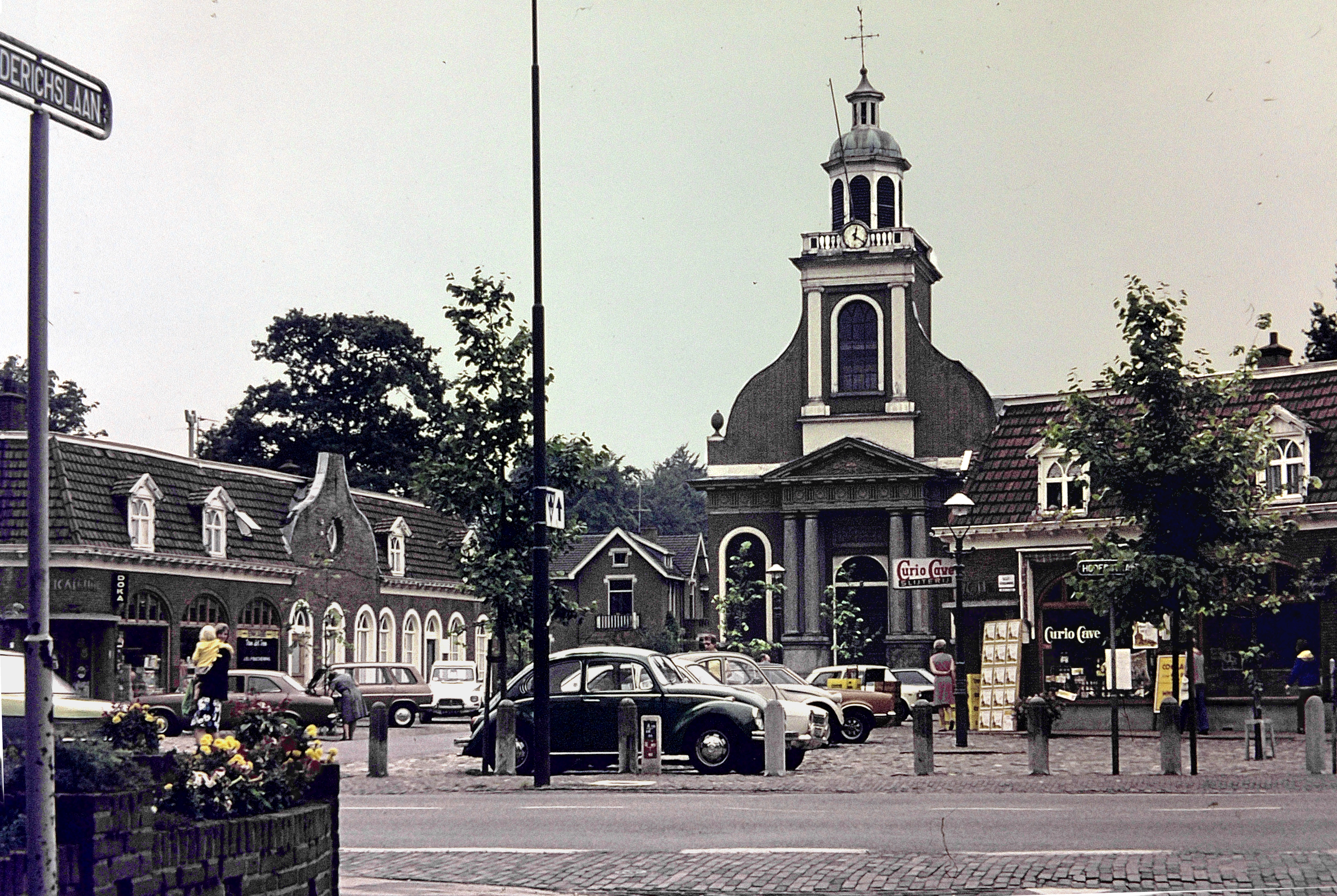
Kerkplein mit Kirche Sint Petrus’ Banden, um 1975

Driebergen-Rijsenburg ist ein Ort und eine ehemalige Gemeinde in der niederländischen Provinz Utrecht. Sie wurde am 1. Mai 1931 durch die Vereinigung der beiden Gemeinden Driebergen und Rijsenburg gebildet. Am 1. Januar 2006 wurde sie mit Amerongen, Doorn, Leersum und Maarn zur neuen Gemeinde Utrechtse Heuvelrug zusammengeschlossen. Zum Zeitpunkt der Auflösung zählte die Gemeinde Driebergen-Rijsenburg 18.615 Einwohner auf 26,34 km².
Der Kerkplein oder Kirchplatz von Rijsenburg ist ein charakteristisches Element des Dorfes. Die römisch-katholische Kirche wurde 1810 von dem Architekten Adrianus Tollus im Auftrag des Handwerkers Petrus Judocus van Oosthuyse als Teil eines völlig neuen Dorfes Rijsenburg gebaut. Sie stammt also aus der napoleonischen Zeit und ist die einzige niederländische Kirche im Empirestil. In der Nähe der Kirche entstanden in einem Halbkreis Wohn- und Kutschenhäuser. Dieser Kirchplatz steht unter Denkmalschutz. 